# شورژا
شورژا (به ارمنی: Շորժա) یک روستا و شهر در ارمنستان است که در استان گغارکونیک واقع شده‌است. در کیلومتری شمال گاوار، مرکز استان گغارکونیک واقع شده‌است.

## خصوصیات
شورژا ۵۶۵ نفر جمعیت دارد و ۱٬۹۱۵ متر بالاتر از سطح دریا واقع شده‌است. در کیلومتری شمال گاوار، مرکز استان گغارکونیک واقع شده‌است.

## نگارخانه

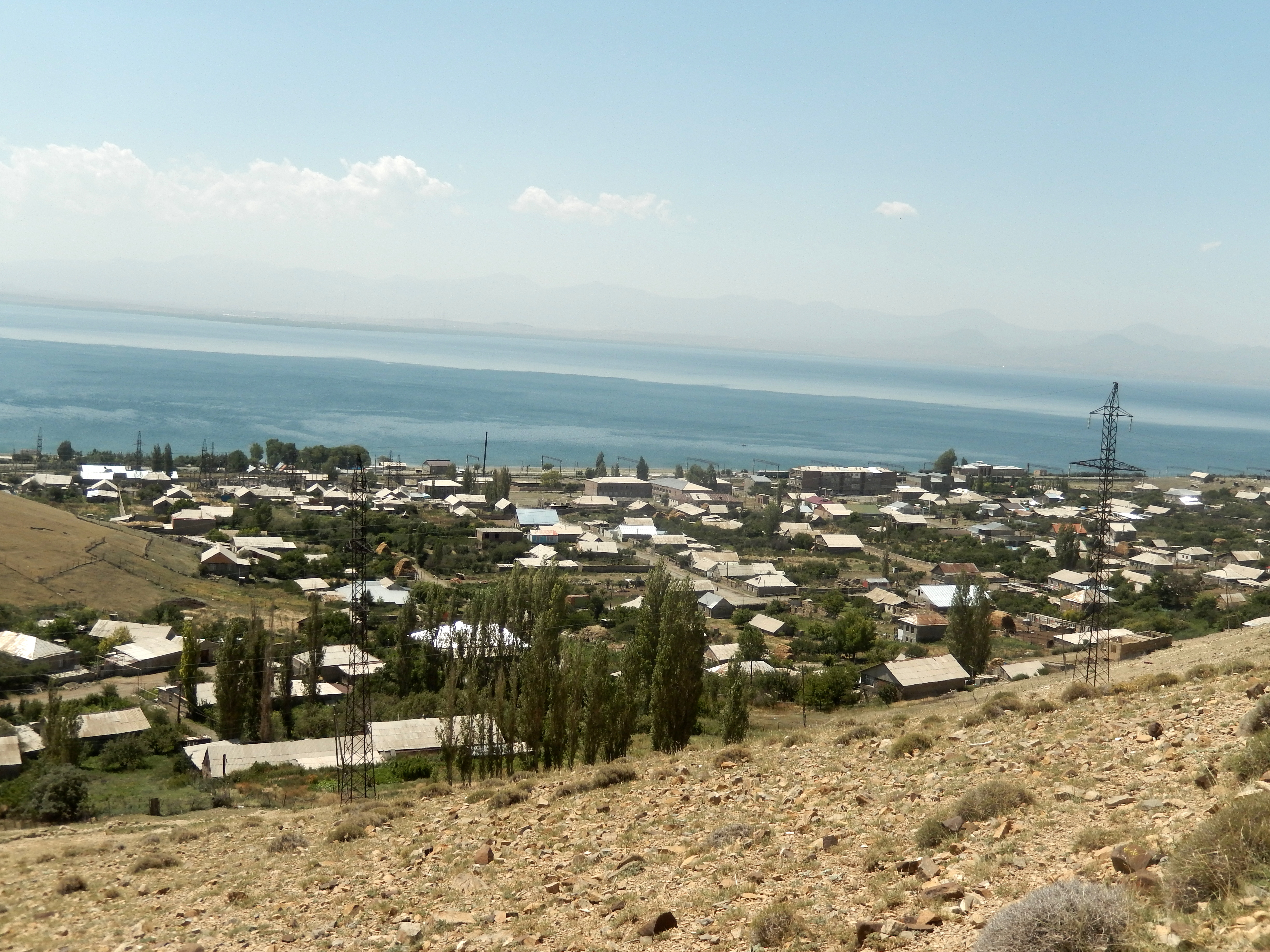
روستای شورژا
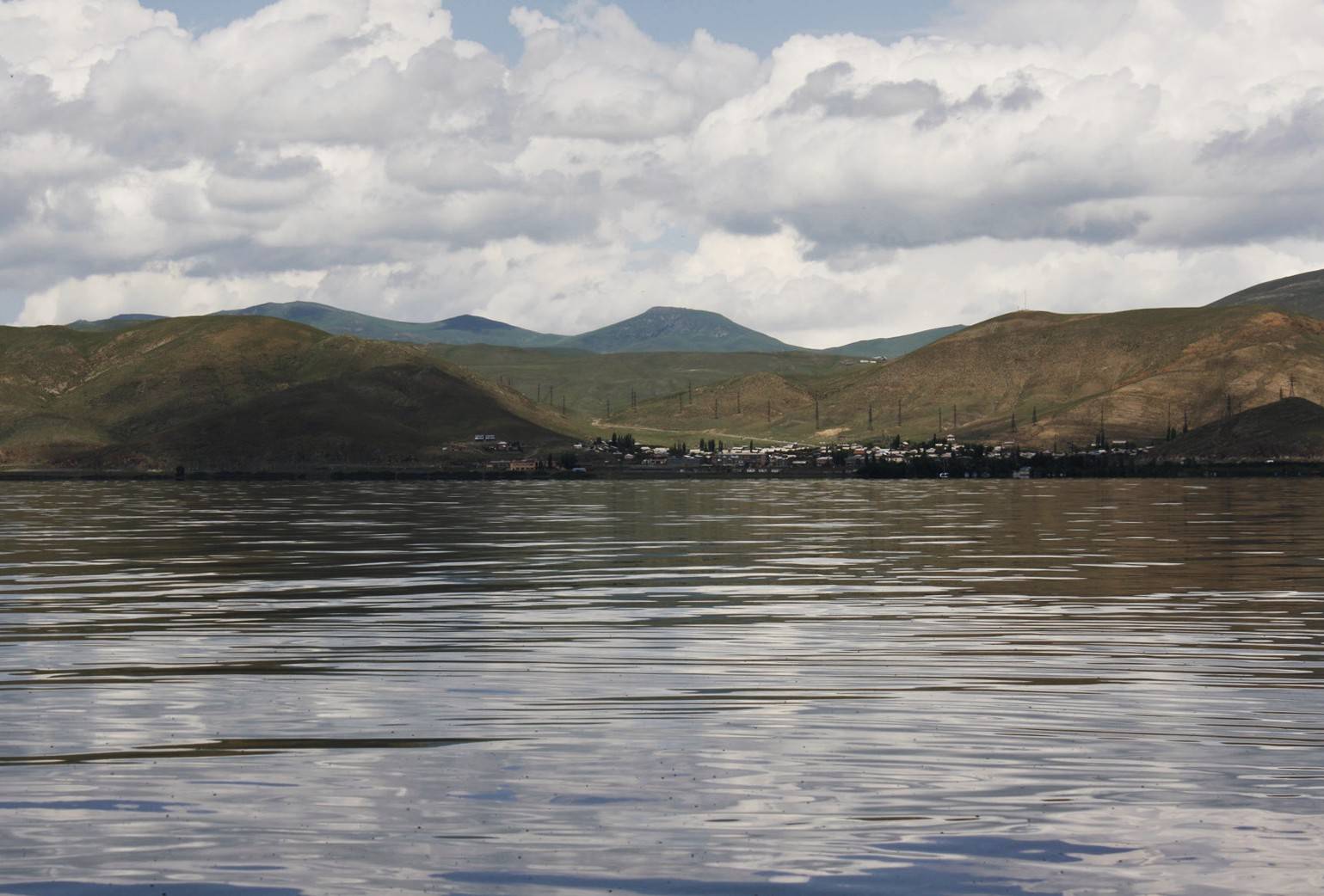
شورژا از شبه‌جزیره آرتانیش
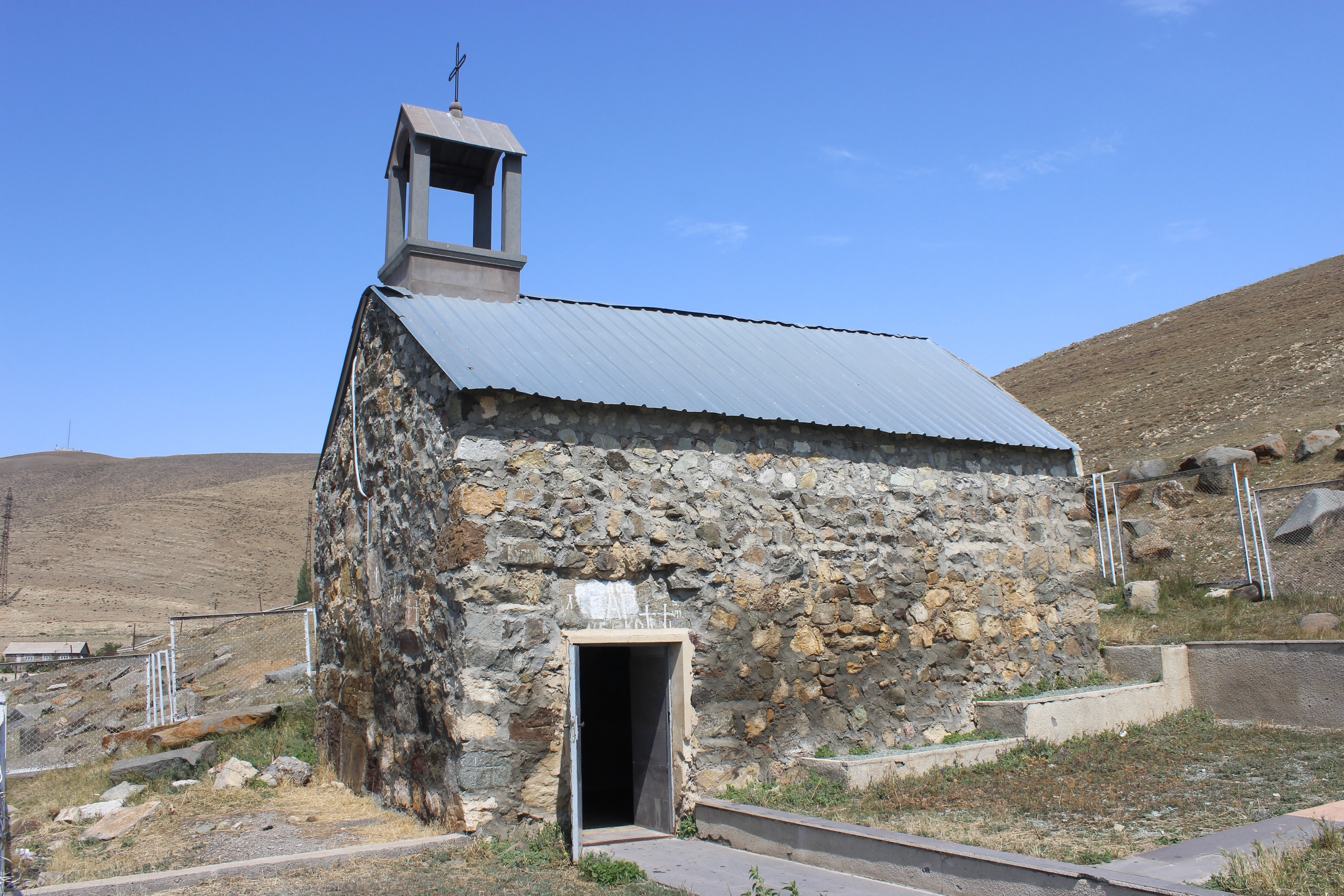
کلیسای کوچک (مربوط به قرن هفدهم) در حومهٔ شهر
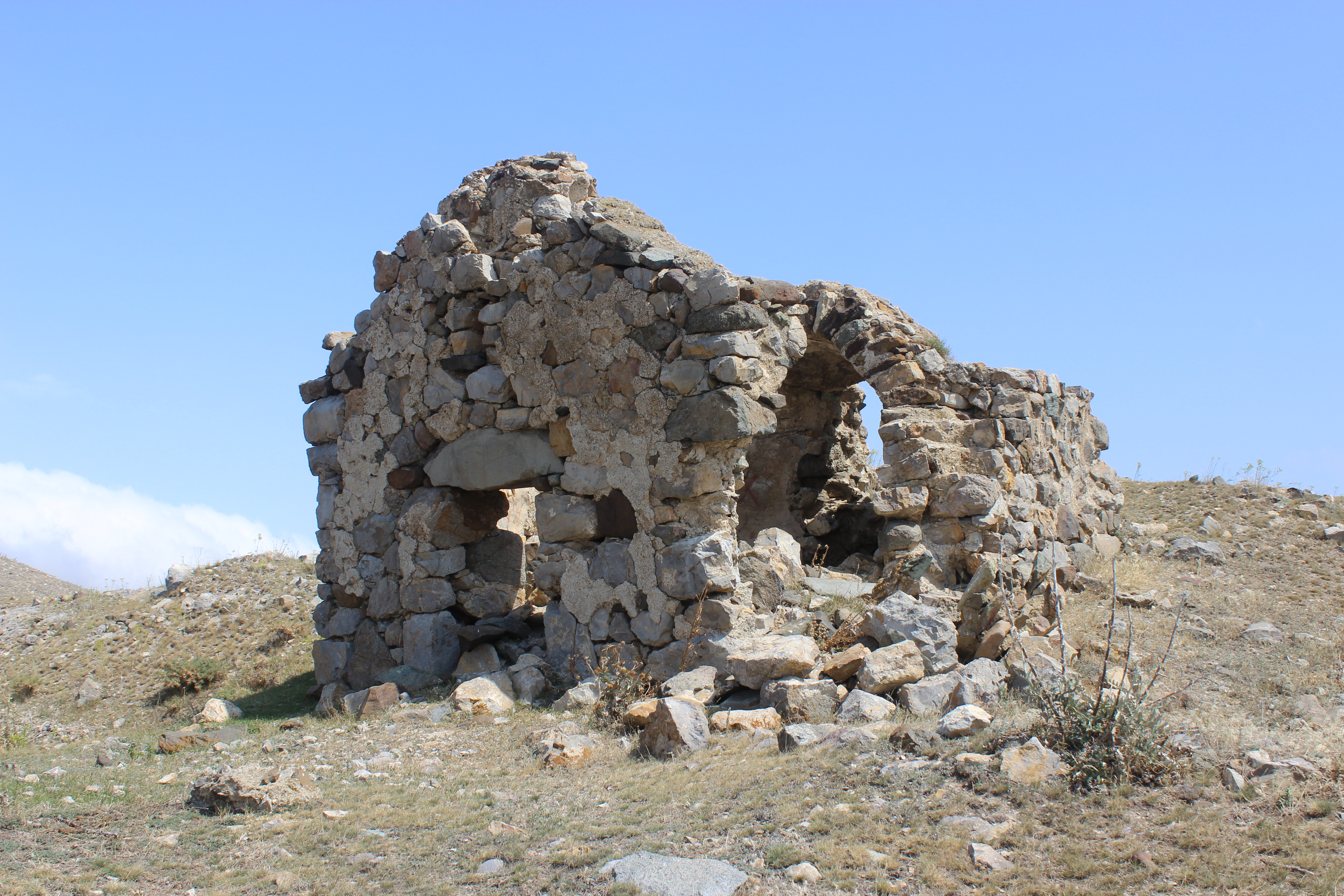
ویرانه‌های یک نمازخانه بر فراز تپه‌ای مشرف به شورژا
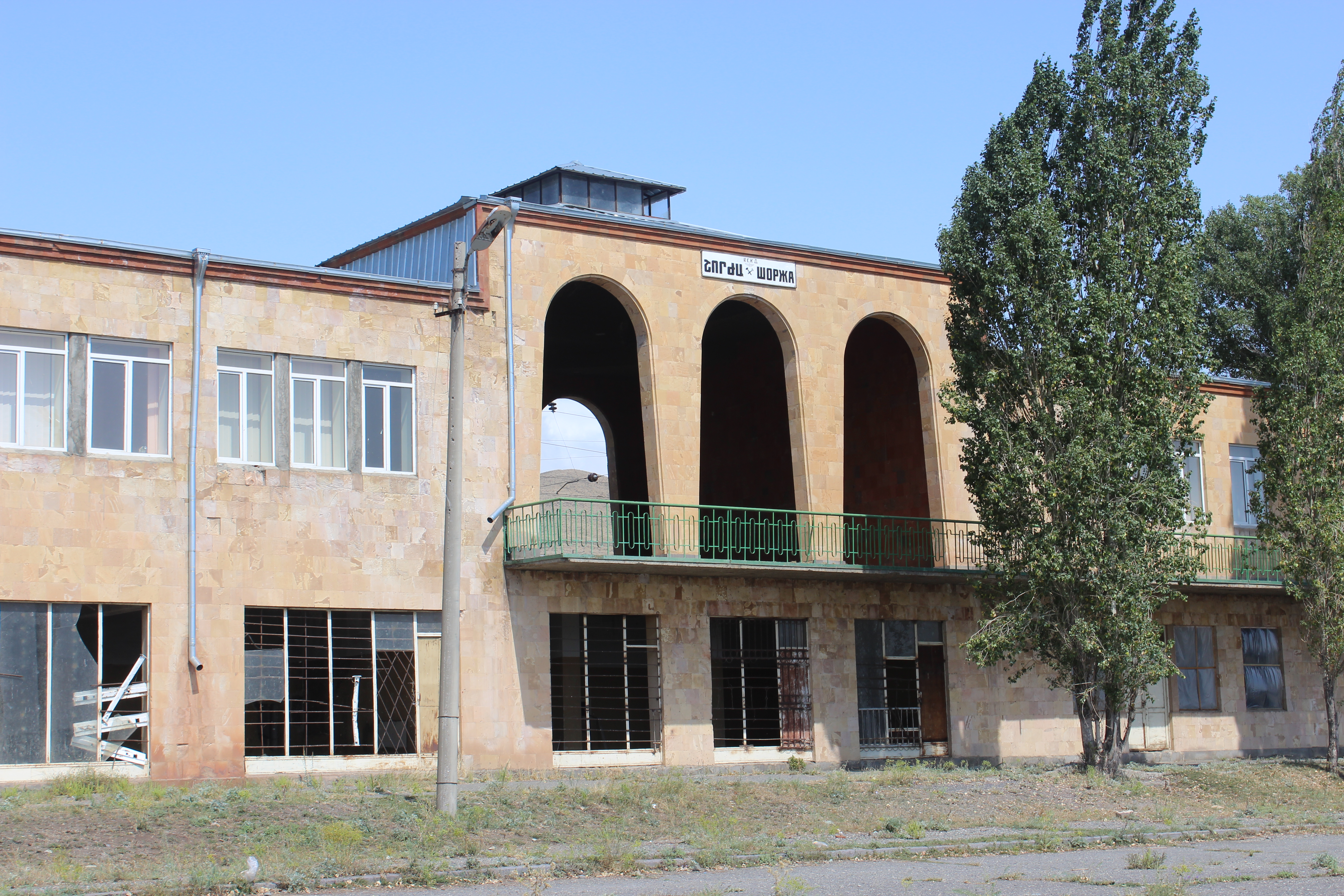
انبار قطار شورژا